# Real Club de Regatas de Galicia
El Real Club de Regatas de Galicia es un club náutico situado en Villagarcía de Arosa, Galicia (España).
Fundado en 1902, es el club náutico más antiguo de Galicia. 

## Historia
Fue fundado en 1902 absorbiendo a otra entidad que se llamaba La Peña. Su primer presidente fue John Trulock, el abuelo de Camilo José Cela, y entre sus promotores estaban el vicecónsul del Reino Unido, Reginald Cameron-Walker, y el armador, consignatario y, posteriormente alcalde de Villagarcía, Pío Carrasco Iglesias. En 1905, el rey Alfonso XIII le concedió el título de Real. En 1913 se estrenó la Semana Náutica de Villagarcía, que fue la primera semana náutica de España y que ofrecía de premio 1.000 pesetas, una cantidad muy importante para la época.

## Regatas
Organiza anualmente la Regata Almirante Rodríguez Toubes desde 1997, el Trofeo Santa Rita y Regata de la liga de la Ría de Arusa den la clase crucero; y el Trofeo San Roque de la clase Snipe desde 1968.